# Грушівка (Чернівецький район)
Гру́шівка — село в Україні, у Волоківській сільській територіальній громаді Чернівецького району Чернівецької області.

## Географія
Село Грушівка розташоване за 15 км від обласного центру та 4 км від адміністративного центру громади. Селом тече річка Бородач, права притока Дереглую.

## Населення

### Мова
Розподіл населення за рідною мовою за даними перепису 2001 року:
| Мова       | Кількість | Відсоток |
| ---------- | --------- | -------- |
| румунська  | 1163      | 97.98%   |
| українська | 17        | 1.43%    |
| російська  | 6         | 0.51%    |
| польська   | 1         | 0.08%    |
| Усього     | 1187      | 100%     |

## Історія
Першою згадкою про поселення є повідомлення про «Грушівське Городище» у ІХ столітті.
З 24 серпня 1991 року село у складі незалежної України.
17 липня 2020 року, в результаті адміністративно-територіальної реформи та ліквідації Глибоцького району, село увійшло до складу Чернівецького району.